# Hinterland (2021)
Hinterland ist ein Spielfilm von Stefan Ruzowitzky aus dem Jahr 2021 mit Murathan Muslu und Liv Lisa Fries. Premiere des historischen Thrillers und Antikriegsfilms war am 6. August 2021 beim Locarno Film Festival, wo er mit dem Publikumspreis ausgezeichnet wurde. Der deutsche Kinostart erfolgte am 7. Oktober 2021, der österreichische am darauffolgenden Tag. Im ORF wurde der Film am 4. Dezember 2023 erstmals ausgestrahlt.

## Handlung
Der Film spielt in Wien nach Ende des Ersten Weltkrieges, wohin der ehemalige Kriminalbeamte Peter Perg aus russischer Kriegsgefangenschaft heimkehrt. Einen Kaiser, für den er einst in den Krieg zog, gibt es nicht mehr. Perg findet sich in einer für ihn fremden und düsteren Welt, sein bisheriges Glaubenssystem wird in Frage gestellt.
In dieser Situation wird Perg mit einem Mord konfrontiert. Beim Mordopfer handelt es sich um einen Kameraden von Perg, mit dem er in Sibirien war. Perg versucht dessen Mörder ausfindig zu machen. Unterstützung erhält er dabei von Gerichtsmedizinerin Dr. Theresa Körner. Es stellt sich heraus, dass der Kamerad nicht das einzige Opfer war, sondern einem Serienmörder zum Opfer fiel, und er selbst mit allen Opfern persönlich verbunden war.
„Das wars dann wohl“ verabschiedet Oberstleutnant Peter Perg seine Leute, die nach zweijähriger russischer Gefangenschaft in die einst glanzvolle Donaumetropole zurückkehren. Den meisten Kameraden bleibt zunächst nur das Obdachlosenheim „Rotes Haus“, während Perg in seine alte Wiener Wohnung zurückkehren kann. Wie er von der Hausbesorgerin erfährt, ist seine Gattin Anna mit Tochter Marlene zu ihrer Schwester aufs Land nach Gumpoldskirchen gezogen, nachdem der Krieg auch das Vermögen der Familie vernichtet hat.
Als man am anderen Tag an der Donau bei einer Leiche einen Zettel mit dem Namen Perg findet, steht der einst erfolgreiche, ja geradezu legendäre Kriminalinspektor vor einem Kieberer-Comeback. Doch zuvor landet Perg selbst hinter Gittern: ein Taschendieb hat ihm im Bahnhofsgedränge die Brieftasche mit den Entlassungspapieren gestohlen. Bei dessen Verfolgung wird er von zwei Polizisten als verdächtige Person festgenommen. Aber bald wieder ausgelöst von der so coolen wie attraktiven Gerichtsmedizinerin Dr. Theresa Körner, welcher er einst das Leben rettete und die ihn sogleich zum Tatort einer höchst merkwürdigen Bluttat führt.
Denn Herrmann Kreiner, Pergs ehemaliger Oberleutnant, ist nicht nur hinterrücks mit einer Drahtschlinge erwürgt, sondern auch noch entkleidet und posthum mit ausgebreiteten Armen an ein Kreuz genagelt worden. Pergs Anwesenheit passt dem jungen, ehrgeizigen Kommissar Paul Severin gar nicht – und noch weniger, dass dessen Mitwirkung auch noch von Polizeirat Victor Renner, seinem alten Mitstreiter aus der Vorkriegszeit, gebilligt wird. Noch in der gleichen Nacht trifft es einen Oberst aus Pergs Regiment: Seiner Leiche wurden bis auf einen Daumen die Finger und Zehen abgeschnitten und mit einer neunschwänzigen Katze der Rücken aufgeschlitzt. Das Folterinstrument besorgt sich Perg mit ein paar Groschen bei Straßenjungs, die unter einer Donaubrücke herumlungern und Zeuge der Tat eines offensichtlichen Serienmörders waren.
Dass Peter Perg nun wieder ganz offiziell im Polizeipräsidium tätig ist, missfällt dem Oberpolizeirat Graf von Starkenberg, der ihn der bolschewistischen Indoktrination während der russischen Kriegsgefangenschaft verdächtigt. Der Blaublüter gehört zu den Nationalisten, die sich offenbar als einzige um die depravierten Heimkehrer im „Roten Haus“ wie Kovacs bemühen, ihnen eine Perspektive geben. Selbst Theresa Körner spricht im Kaffeehaus von einer neuen Zeit, welche Möglichkeiten für alle, die sich nicht gegen Veränderung sperren, bereithält. Wobei sie bei Perg auf taube Ohren stößt, der allerdings auch andere Sorgen hat. Er müsste längst bei Frau und Tochter in Gumpoldskirchen vorbeischauen. Doch dann erfährt er von der Hausbesorgerin, dass sich sein Spezi Victor zuletzt rührend um Anna und Marlene gekümmert hat, was diesem nun eine blutige Nase einbringt.
Der eh‘ schon nachts von Alpträumen gebeutelte Perg wird seine Dämonen nun auch am Tag nicht mehr los, besäuft sich sinnlos und pinkelt, von Gott, Kaiser und Vaterland verlassen, auf den Altar einer Kirche. Was die Polizei auf den Plan ruft – zum Glück des reaktivierten Kriminalisten, welcher fast das dritte Opfer des Mörders geworden wäre. Theresa Körner ist aufgefallen, dass das erste Opfer von 19 Pflöcken durchbohrt worden ist und dem zweiten 19 Finger und Zehen abgeschnitten wurden: Die Zahl 19 könnte der Schlüssel zur Aufklärung des Falls sein. Perg und Severin kommen sich näher, nachdem Ersterer berichtet, dass er Korporal Josef Severin gekannt hat, Pauls im Krieg verstorbenen älteren Bruder. Drittes Opfer ist ein ehemaliger Rittmeister der Kavallerie, dessen Leiche von 19 Ratten aufgefressen wird. Perg erkennt in den bisherigen Opfern Mitglieder eines Kriegsgefangenen-Komitees, dem er selbst angehört hat. Als Bauer erschossen wird, glaubt die Polizei, den Mörder unschädlich gemacht zu haben…

## Produktion und Hintergrund
Die Dreharbeiten fanden an 24 Drehtagen vom 10. September bis zum 29. November 2019 in Österreich und Luxemburg statt.
Unterstützt wurde die Produktion vom Österreichischen Filminstitut, vom Filmfonds Wien, von Filmstandort Austria (FISA) und vom Land Niederösterreich, vom Filmfund Luxembourg, Creative Europe MEDIA, Eurimages sowie Tax Shelter Belgien. Beteiligt war der Österreichische Rundfunk.
Produziert wurde der Film von der österreichischen FreibeuterFilm (Produzenten Oliver Neumann und Sabine Moser) und der Amour Fou Filmproduktion Luxembourg (Produzenten Bady Minck und Alexander Dumreicher-Ivanceanu), in Koproduktion mit der belgischen Scope Pictures (Produzentin Geneviève Lemal) und der deutschen Lieblingsfilm (Produzent Robert Marciniak).
Die Kamera führte Benedict Neuenfels. Für den Ton zeichnete Alain Goniva verantwortlich, für das Kostümbild Uli Simon, für das Szenenbild Andreas Sobotka und Martin Reiter, für die Maske Helene Lang und für das Casting Rita Waszilovics.
Der Film wurde zu großen Teilen mit der Bluescreen-Technik gedreht, das Szenenbild entstand hauptsächlich am Computer. Im Juli 2021 wurde ein Trailer veröffentlicht.
Das Lied La Paloma kommt im Film mehrfach vor.

## Rezeption
Christoph Petersen vergab auf Filmstarts.de 3,5 von 5 Sternen und meinte, dass der Film zunächst ganz schön merkwürdig, aber dann spannend und makaber sei. Hinterland sei ein überwiegend geglücktes formales Experiment, das aber auch als historischer, selbst vor extremen Schreckensbildern nicht zurückschreckender Thriller einen düster-abgründigen Sog entwickele.
Bettina Peulecke vom NDR meinte, dass das Szenenbild und der visuelle Stil an die Meisterwerke des expressionistischen Stummfilms, allen voran Das Cabinet des Dr. Caligari, erinnere. Das sei gewöhnungsbedürftig und funktioniere nicht durchgehend gut, mache den Film aber zu einem sehr interessanten historischen Serienkiller-Thriller. Die Häuser mit schiefen Fenstern und die krummen Straßen seien eine offensichtliche Metapher für den Zustand der Gesellschaft und den Gemütszustand ihres vermeintlichen Helden.
Julia Schafferhofer urteilte in der Kleinen Zeitung: „Schwere, schwarze, schmerzvolle Kost über die Traumata des Krieges, toxische Männlichkeit und Minderwertigkeitskomplexe.“
Matthias Greuling befand in der Wiener Zeitung, dass der Film visuell beeindrucke, aber mehr emotionale Tiefe gebraucht hätte. Er bezeichnete Hinterland als visuelles Fest, Ruzowitzky lade seine Bilder mit einer Detailverliebtheit auf, die den Film zu einem Drama voller digitaler Bildgewalt mache, bei der aber die eigentliche Geschichte auf Kosten des visuellen Faszinosums ein wenig auf der Strecke bliebe. So manche Szene in der zweiten Hälfte des Films lasse darauf schließen, dass man sich zu sehr auf die Optik verlassen habe, anstatt die spannend beginnende Geschichte schnurstracks und emotional einnehmender zu Ende zu bringen. Nichtsdestotrotz biete der Film dank seiner gebrochenen Figuren ein zugespitztes Sittenbild der damaligen Zeit.

## Auszeichnungen und Nominierungen
Locarno Film Festival 2021
- Auszeichnung mit dem Publikumspreis[21]

Filmfest Hamburg 2021
- Nominierung für den Hamburger Produzentenpreis[22]
- Nominierung für den Art Cinema Award

Jupiter-Award 2022
- Nominierung in der Kategorie Bester Film (Kino) National

Romyverleihung 2022
- Nominierung in der Kategorie beliebtester Schauspieler Film (Murathan Muslu)[23]
- Nominierung in der Kategorie beliebtester Schauspieler Film (Matthias Schweighöfer)[24]
- Nominierung in der Kategorie Beste Kamera Kino (Benedict Neuenfels)[25]
- Auszeichnung in der Kategorie Bester Schnitt Kino (Oliver Neumann)[26]
- Nominierung in der Kategorie Beste Produktion

Diagonale 2022
- Auszeichnung mit dem Diagonale-Preis für das beste Szenenbild (Oleg Prodeus, Andreas Sobotka und Martin Reiter)[27]
- Auszeichnung mit dem VAM-Preis für außergewöhnliche Produktionsleistungen (FreibeuterFilm, Sabine Moser und Oliver Neumann)[28]

Österreichischer Filmpreis 2022
- Nominierung für die Beste weibliche Nebenrolle (Margarethe Tiesel)
- Nominierung für die Beste Kamera (Benedict Neuenfels)
- Nominierung für das Beste Kostümbild (Uli Simon)
- Nominierung für das Beste Maskenbild (Helene Lang und Roman Braunhofer)
- Auszeichnung für das Beste Szenenbild (Oleg Prodeus, Andreas Sobotka und Martin Reiter)
- Nominierung für die Beste Tongestaltung (Alain Goniva, Originalton; Nils Kirchhoff, Sounddesign; Michel Schillings, Mischung)

Luxemburger Filmpreis 2023
- Nominierung in der Kategorie Bester koproduzierter Fiktions- oder Dokumentarfilm (Amour Fou Luxembourg)[31]
- Auszeichnung in der Kategorie Bester Darsteller (Marc Limpach)[32]
- Nominierung in der Kategorie Bester kreativer Beitrag in einem fiktiven oder dokumentarischen Film (Uli Simon, Kostüme)
- Nominierung in der Kategorie Beste Originalmusik (Kyan Bayani)